# 花婿は殺人者
花婿は殺人者は、日本テレビ系列の『火曜サスペンス劇場』内「六月の花嫁シリーズ」で放映された2時間ドラマ。1988年6月7日放送。

## 解説
森林局に勤める静夫（京本政樹）と、まもなく結婚式を挙げる予定の十糸子（三田寛子）の部屋で見知らぬ女の死体が発見された。

## キャスト
- 鮎川十糸子 - 三田寛子
- 伊吹絹江 - 高樹澪
- 今村隆之 - 誠直也
- 中島久美 - 藤田美保子
- 吉永刑事 - 森山潤久
- 宮田恭男
- 辻沢杏子
- 渡部篤
- 鮎川忠雄 - 谷村昌彦
- 斉藤暁
- 佐伯刑事 - 綿引勝彦
- 三上静夫 - 京本政樹

## スタッフ
- 脚本：南部英夫
- 監督：山根成之
- 主題歌：杉山清貴

| スタブアイコン | サブスタブ | この項目は、まだ閲覧者の調べものの参照としては役立たない、テレビ番組に関連した書きかけの項目です。この項目を加筆・訂正などしてくださる協力者を求めています（P:テレビ/PJ:放送または配信の番組）。 |